# Carl W. Hergenrother
Carl W. Hergenrother est un astronome américain né en 1973.

## Biographie
Travaillant avec l'équipe du Catalina Sky Survey et d'autres collègues, il a codécouvert de nombreuses comètes et astéroïdes.
Il a notamment découvert un centaure, (121725) Aphidas, une comète à longue période, C/1996 R1 (Hergenrother-Spahr), et trois comètes périodiques, 168P/Hergenrother, 175P/Hergenrother et 330P/Catalina.
L'astéroïde (3099) Hergenrother porte son nom.

## Découvertes
| Astéroïdes découverts : 32                               | Astéroïdes découverts : 32 |
| -------------------------------------------------------- | -------------------------- |
| (6533) Giuseppina                                        | 24 février 1995            |
| (6613) Williamcarl                                       | 2 juin 1994                |
| (7488) Robertpaul                                        | 27 mai 1995                |
| (7489) Oribe                                             | 26 juin 1995               |
| (7707) Yes                                               | 17 avril 1993              |
| (7887) Bratfest                                          | 18 septembre 1993          |
| (7959) Alysecherri                                       | 2 août 1994                |
| (8109) Danielwilliam                                     | 25 février 1995            |
| (8711) Lukeasher                                         | 5 juin 1994                |
| (10571) 1994 LA1                                         | 5 juin 1994                |
| (12396) Amyphillips                                      | 24 février 1995            |
| (12789) Salvadoraguirre                                  | 14 octobre 1995            |
| (13186) 1996 UM                                          | 18 octobre 1996            |
| (16712) 1995 SW29                                        | 30 septembre 1995          |
| (24888) 1996 XS23                                        | 8 décembre 1996            |
| (26916) 1996 RR2                                         | 13 septembre 1996          |
| (32925) 1995 KF                                          | 24 mai 1995                |
| (35285) 1996 TR5                                         | 6 octobre 1996             |
| (37652) 1994 JS1 [1]                                     | 4 mai 1994                 |
| (37744) 1996 XU14                                        | 8 décembre 1996            |
| (39642) 1995 KO1                                         | 26 mai 1995                |
| (44192) Paulguttman                                      | 18 juin 1998               |
| (55844) Bičák                                            | 12 septembre 1996          |
| (85316) 1995 BA4 [2]                                     | 28 janvier 1995            |
| (85343) 1995 SX53                                        | 30 septembre 1995          |
| (118231) 1996 XQ18                                       | 8 décembre 1996            |
| (121725) Aphidas                                         | 13 décembre 1999           |
| (173176) 1997 KO                                         | 29 mai 1997                |
| (306387) 1994 GR8 [2]                                    | 5 avril 1994               |
| (350455) 1997 SB5                                        | 27 septembre 1997          |
| (369982) 1998 BL10                                       | 20 janvier 1998            |
| - [1] avec Timothy B. Spahr - [2] avec Stephen M. Larson |                            |